# Élő Omega
Élő Omega, węg. Żywa Omega – czwarty węgierskojęzyczny album węgierskiej grupy rockowej Omega. Został wydany w 1972 nakładem wytwórni Pepita. Pierwotnie Omega nagrała album "200 évvel az utolsó háború után" (200 lat od ostatniej wojny), lecz cenzura nie dopuściła do jego wydania. Z jednej strony wizja mrocznej przyszłości w utworze tytułowym nie odpowiadała komunistycznej koncepcji. Po drugie, jeden z producentów Hungarotonu poczuł się osobiście dotknięty utworem "Szex Apo". Zamiast tego ukazał się album "Élő Omega" – nagrany podczas tournée, bez muzyków towarzyszących i na prymitywnym sprzęcie. Tytuł albumu ma podwójne znaczenie, po pierwsze nagranie na żywo, po drugie chęć udowodnienia że Omega żyje mimo odejścia Pressera i Lauxa. Album "200 évvel az utolsó háború után" wydano na płycie CD w 1998 roku.

## Lista utworów
1. "Hűtlen barátok"  - (Tamás Mihály - János Kóbor) - Niewierni przyjaciele
2. "Blues" - (György Molnár)
3. "Egy nehéz év után" - (Tamás Mihály - János Kóbor - Péter Sülyi) - Po ciężkim roku
4. "Törékeny lendület" - (György Molnár - János Kóbor - Péter Sülyi) - Delikatny zamach
5. "Omegauto" - (György Molnár - János Kóbor - Péter Sülyi) - Omega-auto
6. "Régvárt kedvesem" - (Tamás Mihály - János Kóbor) - Długooczekiwana ukochana
7. "Emlék" - (Tamás Mihály - János Kóbor - Péter Sülyi) - Wspomnienie
8. "Eltakart világ" - (Tamás Mihály - János Kóbor - Péter Sülyi) - Połamany świat
9. "Varázslatos, fehér kő" - (László Benkő - Ferenc Debreceni - János Kóbor - Tamás Mihály - György Molnár - Péter Sülyi) - Czarodziejski biały kamień

### Wydanie z 1998 - album studyjny "200 évvel az utolsó háború után" (Dwieście lat od wybuchu ostatniej wojny), nagrany w1972roku
1. "Régvárt kedvesem" - (Tamás Mihály - János Kóbor) - Długooczekiwana ukochana
2. "200 évvel az utolsó háború után" - Dwieście lat od wybuchu ostatniej wojny
3. "Szex Apo" - Seks wujaszka
4. "Törékeny lendület" - (György Molnár - János Kóbor - Péter Sülyi) - Delikatny zamach
5. "Egy nehéz év után" - (Tamás Mihály - János Kóbor - Péter Sülyi) - Po ciężkim roku
6. "Hűtlen barátok"  - (Tamás Mihály - János Kóbor) - Niewierni przyjaciele
7. "Blues" - (György Molnár)
8. "Eltakart világ" - (Tamás Mihály - János Kóbor - Péter Sülyi) - Połamany świat
9. "Emlék" - (Tamás Mihály - János Kóbor - Péter Sülyi) - Wspomnienie
10. "Omegauto" - (György Molnár - János Kóbor - Péter Sülyi) - Omega-auto
11. "Varázslatos, fehér kő" - (László Benkő - Ferenc Debreceni - János Kóbor - Tamás Mihály - György Molnár - Péter Sülyi) - Czarodziejski biały kamień

## Twórcy
- László Benkő - instrumenty klawiszowe
- Ferenc Debreceni - perkusja
- János Kóbor - wokal
- Tamás Mihály - gitara basowa
- György Molnár - gitara